# Peperomia cachabiana
Peperomia cachabiana är en pepparväxtart som beskrevs av C. Dc.. Peperomia cachabiana ingår i släktet peperomior, och familjen pepparväxter. Inga underarter finns listade i Catalogue of Life.